# Ejido de Pomas
Ejido de Pomas är en ort i Mexiko.   Den ligger i kommunen Maravatío och delstaten Michoacán de Ocampo, i den södra delen av landet, 140 km väster om huvudstaden Mexico City. Ejido de Pomas ligger 2 077 meter över havet och antalet invånare är 536.
Terrängen runt Ejido de Pomas är varierad. Runt Ejido de Pomas är det ganska tätbefolkat, med 111 invånare per kvadratkilometer. Närmaste större samhälle är Maravatío, 6,0 km norr om Ejido de Pomas. I omgivningarna runt Ejido de Pomas växer huvudsakligen savannskog.